# Anton Kautschitz
Anton Kautschitz (* 8. Dezember 1743 in Idria, heutiges Idrija in Slowenien; † 17. März 1814) war Weihbischof der Erzdiözese Wien und Bischof der Diözese Laibach, heute Erzdiözese Ljubljana.

## Leben

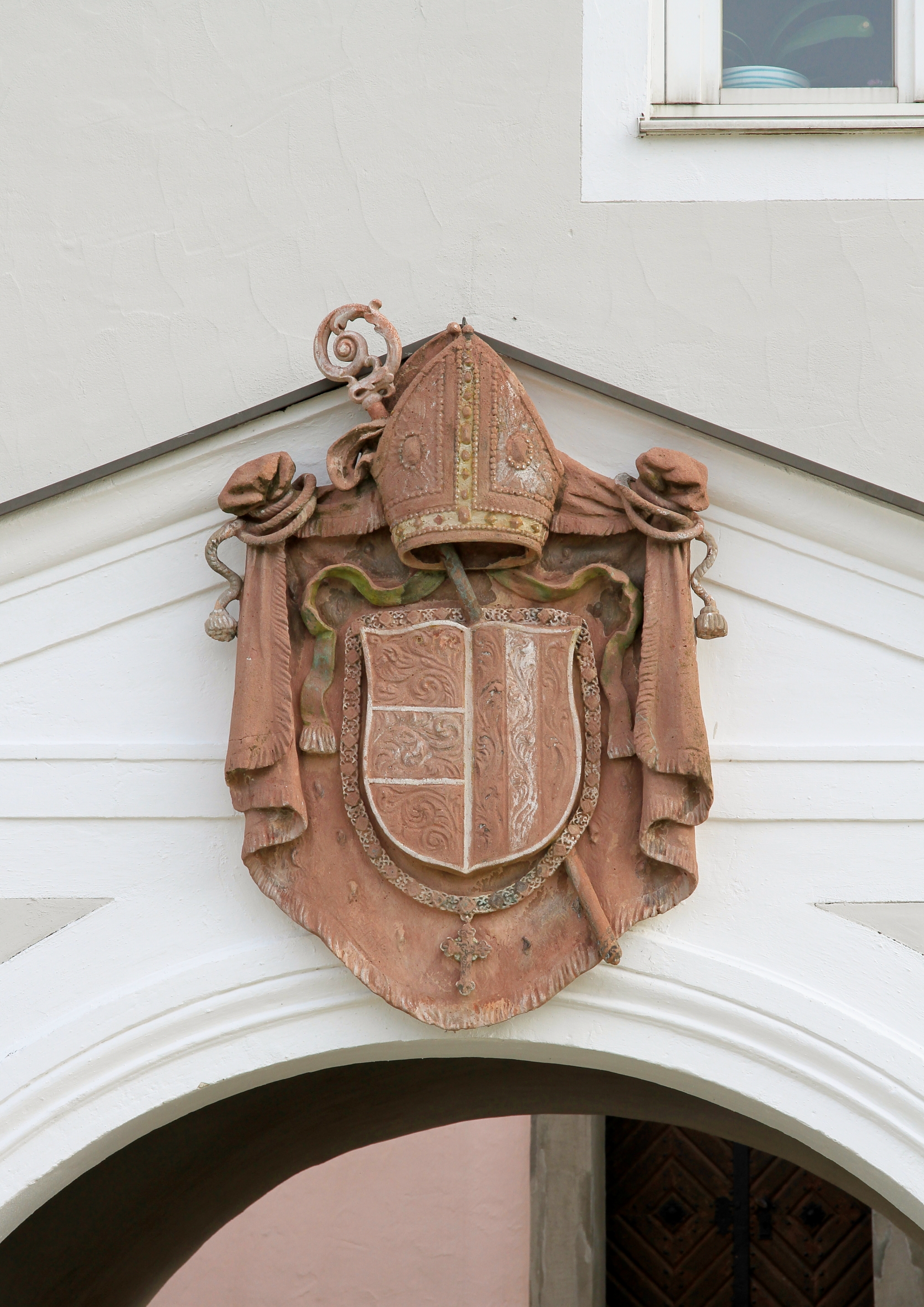
Wappenstein des Bischofes Kautschitz über dem Portal des sogenannten Schloss Kirnberg (Dechantei der Dompropstei St. Stephan) in Kirnberg an der Mank.

Am 20. Oktober 1761 trat Kautschitz in die Gesellschaft Jesu, den Jesuitenorden, ein und gehörte bis zu deren Aufhebung 1773 ihr an. Am 30. November 1773 wurde er zum Priester geweiht und promovierte 1775 zum Doktor der Theologie. 1783 kam er nach Wiener Neustadt und wurde zum Direktor der Konsistorialkanzlei der Diözese Wiener Neustadt ernannt. Im Zuge des Josephinismus wurde 1785 die Wiener Neustädter Diözese aufgelöst und er übersiedelte im gleichen Jahr nach St. Pölten, wo er in gleicher Eigenschaft bis 1790 unter Bischof Johann Heinrich von Kerens in der neu geschaffenen Diözese St. Pölten wirkte. 1785 ernannte ihn Kerens zum Titulardomherr und 1790 zum wirklichen Domherr. Nachdem 1792 Kerens verstorben war, diente Kautschitz dem neuen Bischof Sigismund Anton von Hohenwart. Dieser wurde 1803 zum Erzbischof der Erzdiözese Wien berufen und Kautschitz folgte ihm im gleichen Jahr nach Wien. Dort wirkte er bis 1807 als Generalvikar. Im Herbst 1805 erfolgte die Ernennung zum Weihbischof der Erzdiözese Wien sowie zum Titularbischof von Zela. 1807 wurde er zum Bischof der Diözese Laibach ernannt, nachdem sein Vorgänger Michael Leopold Brigido von Marenfels und Bresoviz Bischof der Diözese Spis in der heutigen Slowakei wurde.